# Rondeletia intermixta
Rondeletia intermixta là một loài thực vật có hoa trong họ Thiến thảo. Loài này được Britton miêu tả khoa học đầu tiên năm 1917.